# Giovanni Francesco Grimaldi
Giovanni Francesco Grimaldi (Bologna, 1606 – Roma, 28 novembre 1680) è stato un pittore e architetto italiano.

## Biografia

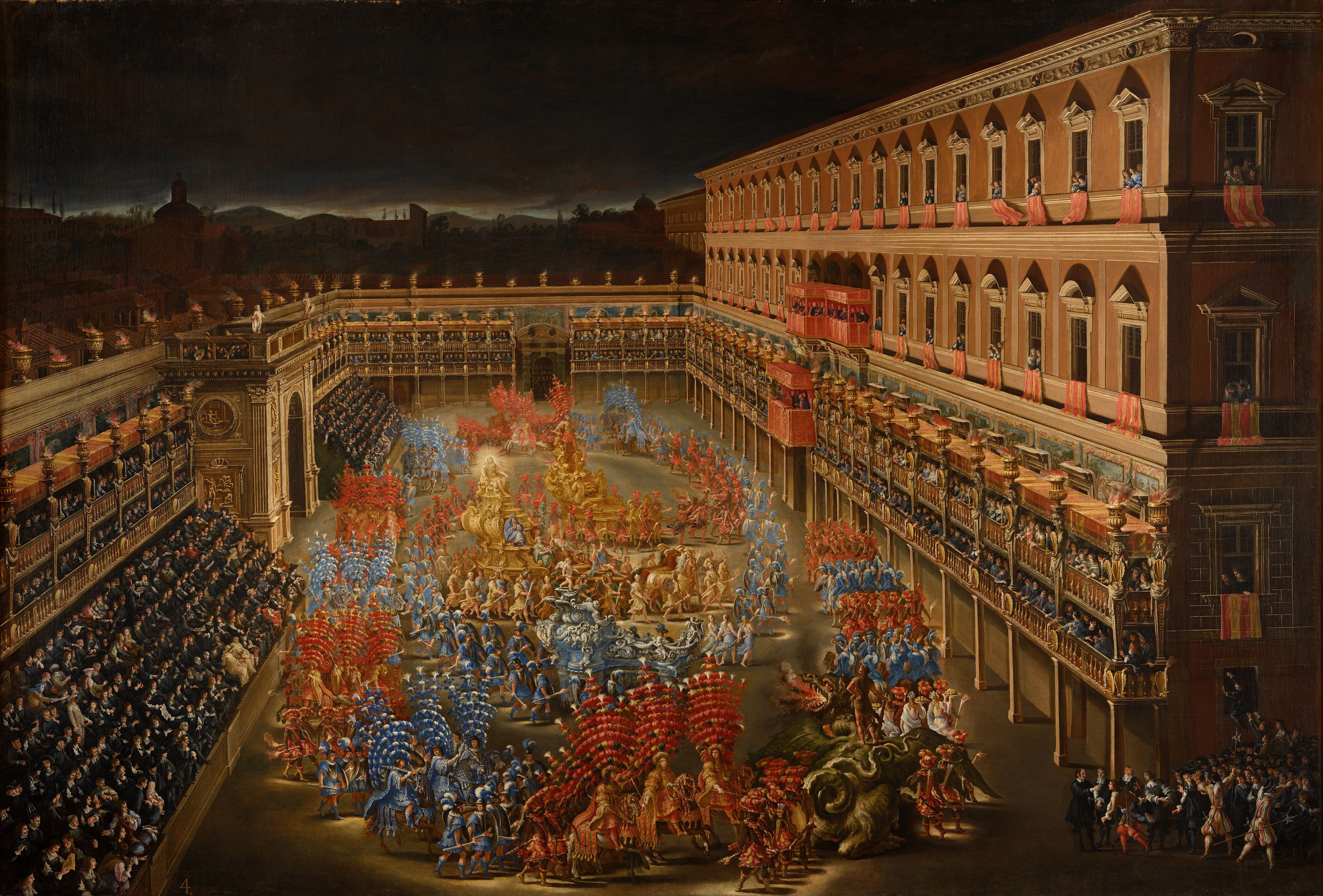
La Giostra dei Caroselli. Il dipinto raffigura una memorabile festa organizzata a Palazzo Barberini in onore di Cristina di Svezia durante il carnevale del 1656. Spettano al Grimaldi le scenografie e il teatro temporaneo appositamente allestito

Formatosi inizialmente nell'ambito della famiglia dei Carracci, che rappresentavano una delle principali scuole pittoriche bolognesi in quegli anni, si recò poi ancora giovane a Roma.
Qui lavorerà a lungo per committenti come il Cardinale Francesco Albani e la famiglia Santacroce.
Nel 1638 sposò Eleonora Aloisi, figlia del pittore bolognese Baldassarre (detto il Galanino), morto nello stesso anno e imparentato con i Carracci tramite la moglie. Sempre nel 1638 dipinse la facciata del Palazzo Poli a Roma in occasione della visita in città di Johann Anton principe di Eggenberg, inviato dall'imperatore Ferdinando III d'Asburgo.
Collaborò con Alessandro Algardi in varie occasioni, tra cui nell'allestimento dei funerali del marchese Ludovico Facchinetti, ambasciatore di Bologna presso la corte papale, morto nel gennaio 1644. Si occupò anche di altri apparati per feste, onoranze funebri e opere teatrali tra il 1640 e il 1671.
Il suo prestigio come artista nell'ambiente romano lo portò a entrare nella prestigiosa Accademia di San Luca già nel 1635 e a rivestire all'interno di tale istituzione vari incarichi (Rettore nel 1656) fino alla più alta carica di Principe nel 1666 dopo avervi rinunciato nel 1658. Nel 1657 entrò anche tra alla Congregazione dei Virtuosi al Pantheon.
Nel 1648 si recò, su invito del Cardinale Giulio Mazzarino, a Parigi, per dipingere alcuni ambienti del Palazzo del Louvre.

### Stile
Pittore principalmente di storie e di paesaggi, dal colore forte e dall'abbondante uso del verde, con il tempo si specializzerà molto nella pittura illusoria e di decorazione.

## Opere

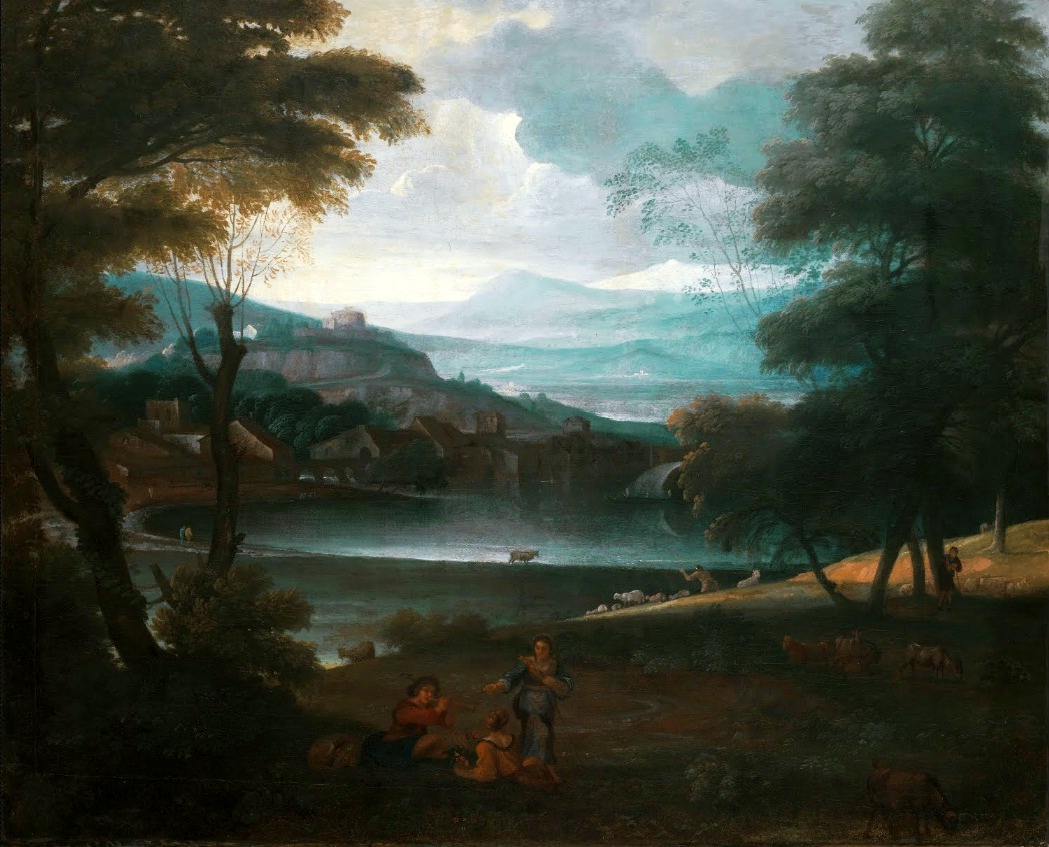
Paesaggio con pastori in riposo, Palazzo Wilanów, Varsavia

### A Roma
- Affreschi di Palazzo Torlonia
- Affreschi Incontro di Gioacchino ed Anna, Angelo che appare a Gioacchino nel deserto e La Gloria di Maria e Sant'Anna, cappella di Sant'Anna, chiesA di Santa Maria dell'Anima, 1638
- Affreschi Nascita di Gesù, Battesimo, Trasfigurazione e I Santi Agostino e Ambrogio, cappella Gessi, chiesa di Santa Maria della Vittoria, 1639-41
- Elia che osserva la nuvola di pioggia ed Elia che attraversa il fiume Giordano, altare di Santa Teresa nella chiesa di San Martino ai Monti, 1648
- Un paesaggio e una Venere, Galleria Doria Pamphilj
- Ritratto di papa Innocenzo X, disperso
- Mosè ed il roveto ardente e Gli esploratori della Terra promessa, Palazzo del Quirinale, 1657

### A Tivoli
- la Natività, La Fuga in Egitto, Il Paradiso, I Santi Alessandro, Lorenzo, Romualdo e Giacinto, tondi con altri santi, cappella dell'Immacolata Concezione, Duomo di Tivoli
- Affreschi La Gloria di San Lorenzo (cupola) e La Pietà (altare), sagrestia del Duomo di Tivoli

### A Frascati
- Affreschi della Sala della Primavera, Villa Falconieri

### Altre opere
- Paesaggio con pastori in riposo, Palazzo Wilanów, Varsavia
- Tobia e l'Angelo, Hunterian Gallery, Glasgow
- Venere e gli amori, Museo di San Francisco
- Paesaggio con la Sacra Famiglia, J. Paul Getty Museum, Los Angeles, 1650.
- Paesaggio con due figure maschili, Museo dell'Hermitage, San Pietroburgo, Russia.
- View of Motrone Castle (before its demolition around 1692), Metropolitan Museum of Art New York, USA